# 857 Glasenappia
857 Glasenappia
857 Glasenappia là một tiểu hành tinh ở vành đai chính. Nó được S. Beljavskij phát hiện ngày 6.4.1916 ở Simeiz (Krym, Ukraina), và được đặt theo tên Sergei Pavlovich Glasenapp, nhà thiên văn học người Nga.